# 坂田恵理歌
坂田 恵理歌（さかた えりか、11月26日 - ）は、日本の女性声優。鳥取県出身。以前は青二プロダクションに所属していた。

## 人物
趣味はゲーム、舞台鑑賞、アコースティックギターの演奏や歌唱。特技は弓道で、資格は弓道初段。免許は普通自動車運転免許。方言は鳥取弁。

## 出演作品

### テレビアニメ
- ゲゲゲの鬼太郎（第6作）（2018年、女子）
- けだまのゴンじろー（2019年、モブ2）

### ゲーム
- ゴエティア（2019年、メタティアクス）
- ゴエティアクロス（2019年、メタティアクス、プテーノト）
- ホップステップジャンパーズ（2019年、白銀の盾 ファイス、黒鉄の槍 フォルツ）[3]
- ペルソナ5 ザ・ロイヤル（2019年）

### 特撮
- 4週連続スペシャル スーパー戦隊最強バトル!!（レジェンド戦隊の声）

### ナレーション
- スピードワゴンの月曜 The NIGHT（AbemaTV）

### ボイスオーバー
- 月曜から夜ふかし
- 衝撃のアノ人に会ってみた!
- 世界まる見え!テレビ特捜部
- 超人たちのパラリンピック
- 日本賞

### ラジオドラマ
- 青山二丁目劇場
  - 新人なもので（佐々木深雪）
  - タイムマシンの思い出（若い頃の明菜）
  - ひみつのサイン（雨宮杏奈）

### その他
- うらみちお兄さん 第3巻発売記念PV（子供）